# Dějiny Pitcairnových ostrovů

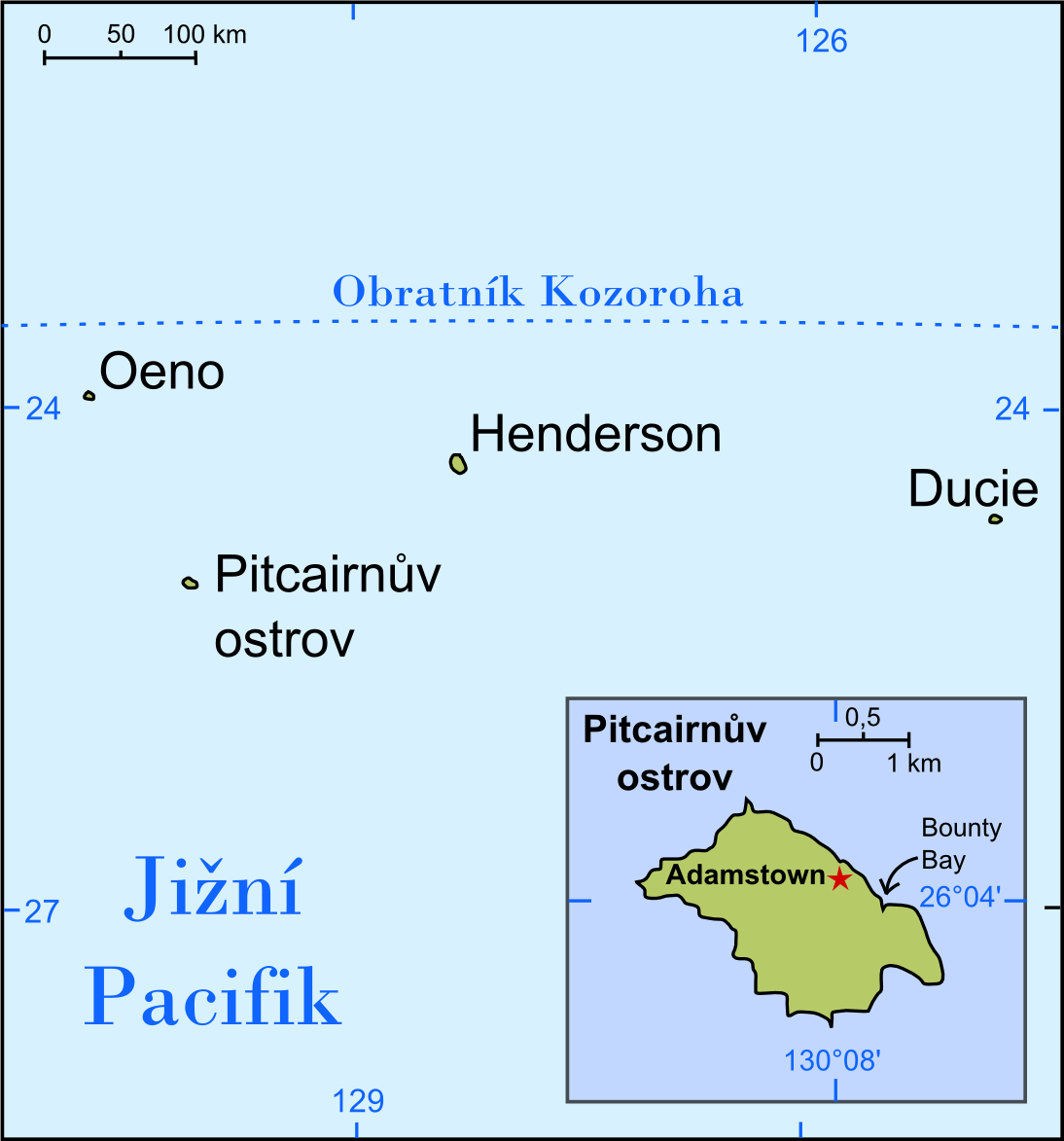
Pitcairnovy ostrovy

Dějiny Pitcairnových ostrovů sahají až k prvnímu osídlení Polynésany v 11. století, kteří se prokazatelně trvale usadili na ostrovech Henderson a Pitcairn, kde vybudovali prosperující společnosti. Polynésané se na ostrovech udrželi přibližně čtyři staletí a poté z ne zcela známých příčin ostrovy opustili. Prvním Evropanem, který se objevil v oblasti Pitcairnových ostrovů, byl Pedro Fernandes de Queirós, který objevil a pojmenoval dva z ostrovů; není však zcela jisté, které ostrovy to konkrétně byly. Během 17. a 18. století byly postupně objeveny a pojmenovány všechny čtyři ostrovy: Oeno roku 1606 Pedrem Fernandesem de Queirós, Pitcairn v roce 1767 Philipem Carteretem (možná však již roku 1606 Pedrem Fernandesem de Queirós), Ducie roku 1791 Edwardem Edwardsem a Henderson v roce 1819 Jamesem Hendersonem (možná však již roku 1606 Pedrem Fernandesem de Queirós).
Poté, co Polynésané z Pitcairnových ostrovů zmizeli, zůstaly ostrovy neosídleny, a to až do roku 1790, kdy byl znovuobydlen Pitcairnův ostrov skupinou tvořenou britskými vzbouřenci z HMAV Bounty a skupinou Polynésanů. Trvalí kolonisté se usadili pouze na Pitcairnu, zbylé ostrovy zůstaly neobydlené. Přeživší Britové a jejich potomci na ostrově žili v zapomnění až do roku 1808, kdy ostrov objevili američtí velrybáři, roku 1814 osadníky objevili také Britové. Pitcairnská kolonie se rozrůstala a kvůli přelidnění se osadníci roku 1831 přestěhovali na Tahiti, odkud se však zakrátko vrátili; v roce 1856 osadníci odešli na ostrov Norfolk, kde však většina již trvale zůstala a na Pitcairn se po několika letech vrátil jen zlomek z nich. Od druhé poloviny 20. století z Pitcairnova ostrova odchází stále více obyvatel za prací a populace na ostrově klesá. Počátkem 21. století se začalo vyšetřovat obvinění z pohlavního zneužívání nezletilých dívek, kterého se měla na ostrově dopustit část mužů, v roce 2004 jich bylo šest odsouzeno, včetně starosty ostrova Steva Christiana. Pitcairnovy ostrovy představují poslední britské zámořské území v Tichém oceánu.

## Pitcairnův ostrov

### Nejstarší osídlení a objevení Evropany

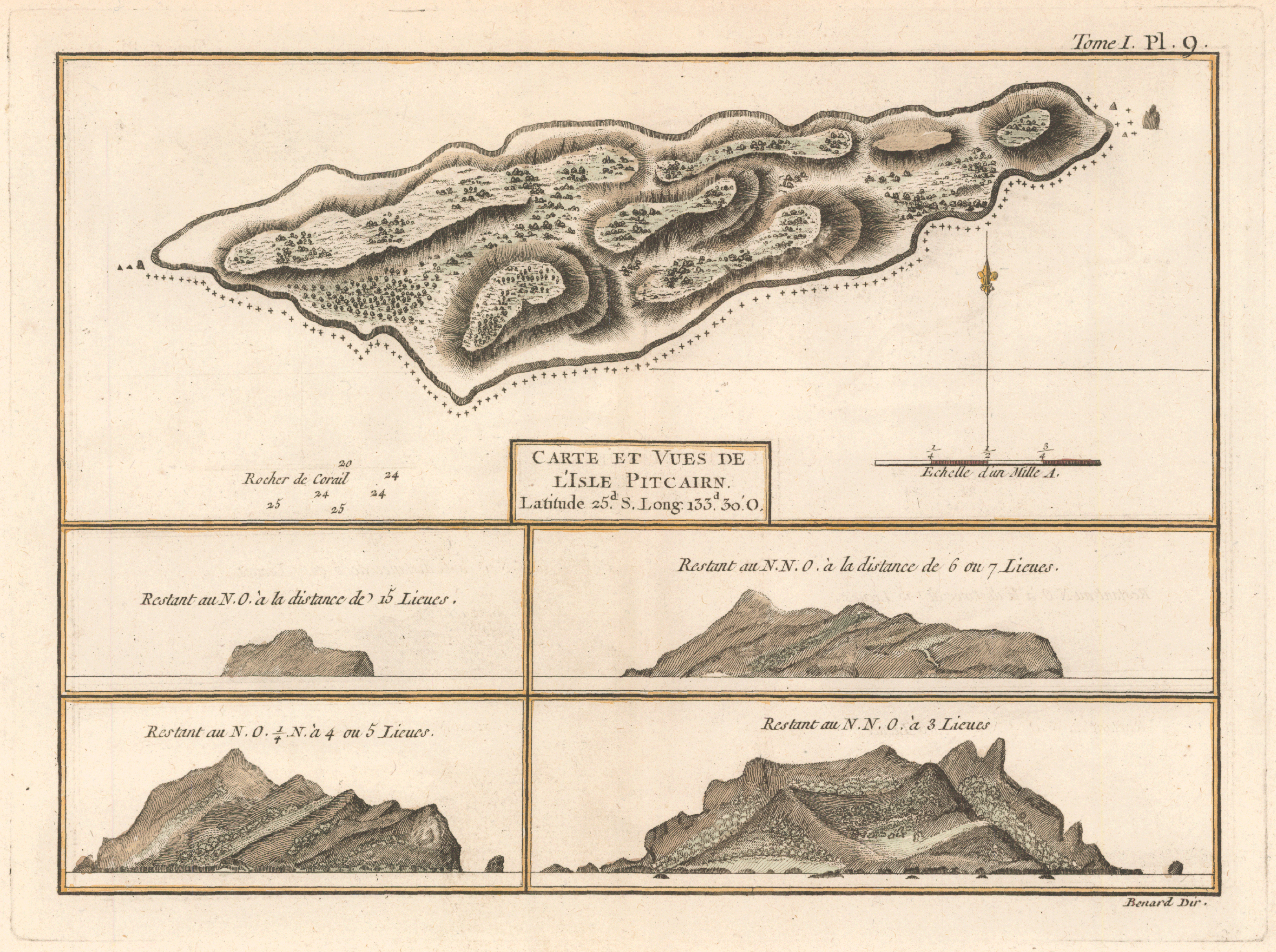
Mapa Pitcairnova ostrova Jamese Cooka (Paříž, 1774)

Podle archeologů existovalo na Pitcairnově ostrově polynéské osídlení přibližně od 11. do 15. století. Není jasné, odkud první obyvatelé na ostrov přišli, podle stylu místního umění je však pravděpodobné, že jejich pravlast nebyla příliš vzdálená; existují hypotézy, že z 490 kilometrů vzdáleného ostrova Mangareva. Stejně tak existuje možnost, že Pitcairnův ostrov měl původně sloužit jako přechodná základna. Mangarevané Pitcairnův ostrov nazývali Mata-ki-te-rangi, jeho tahitské jméno znělo Hiti-au-revareva. Rozdíly v technice nalezených předmětů naznačují, že v průběhu osídlení na ostrově mohli žít lidé s rozdílným původem. První obyvatelé udržovali s lidnatější Mangarevou čilé obchodní vztahy; potraviny z Mangarevy byly směňovány za výrobky z kamene a vulkanického skla, které bylo na Pitcairnu dostupné. Pro uskutečňování vzájemného obchodu obyvatelé Pitcairnu nejspíše užívali kanoe, a to navzdory stakilometrovým vzdálenostem mezi Pitcairnovými ostrovy a nejbližšími sousedy. Dnes není jasné, proč tato první kultura z Pitcairnu zmizela, avšak pravděpodobně to má souvislost s odlesněním ostrova Mangareva a s tím spojeným úpadkem tamní civilizace. Početná populace na Pitcairnu se nedokázala uživit jen z přírodních zdrojů na ostrově, bez dalších kontaktů s okolními ostrovy.

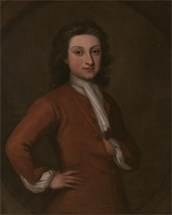
Philip Carteret, kapitán HMS Swallow

Ostrov tak byl neobydlen, když jej objevila 3. července 1767 britská loď HMS Swallow, vedená kapitánem Philipem Carteretem, kterou bouře oddělila od druhé lodi HMS Dolphin. Kapitán Carteret ostrov pojmenoval na počest patnáctiletého kadeta Roberta Pitcairna, syna majora královské námořní pěchoty Johna Pitcairna, který ostrov jako první zahlédl.
| „                                                      | Vypadal jako velká skála tyčící se z moře; neměl více, než pět mil po obvodu a zdál se neobydlený; byl však pokryt stromy a viděli jsme malý proud čerstvé vody stékající na jedné straně… Býval bych se vylodil, avšak vlnobití to činilo nemožným… je tak vysoký, že jsme jej spatřili na vzdálenost 15 lig a objevil ho mladý gentleman, syn majora Pitcairna, pojmenovali jsme jej Pitcairnův ostrov. | “ |
| — Philip Carteret, Account of a Voyage Round the World | |   |

Je však možné, že ostrov byl objeven již počátkem roku 1606 portugalským mořeplavcem ve španělských službách Pedrem Fernandesem de Queirós a pojmenován San Juan Bautista (Svatý Jan Křtitel). Na ostrově se později zastavil i kapitán James Cook a pro čerstvé zásoby se zde občas zastavovali i velrybáři. Protože však kapitán Carteret zapsal polohu ostrova chybně, jeho poloha se na námořních mapách objevovala různě, což mělo za následek jeho dlouhodobou nedotčenost.
Vzbouřenci později po osídlení ostrova nacházeli množství památek po první populaci, například různé kamenné kultovní předměty, skalní malby, či dokonce lidské pozůstatky.

### Vzpoura na Bounty a znovuosídlení Pitcairnu

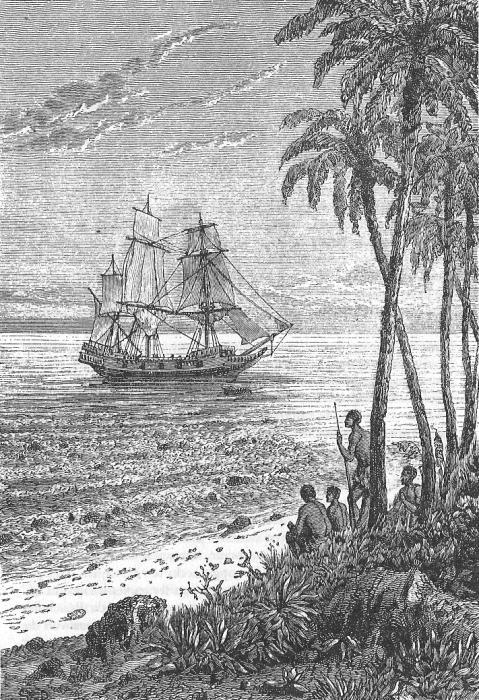
Léon Benett: Vzbouřenci na lodi Bounty

Dne 15. ledna 1790 k ostrovu dorazila britská loď Bounty s britskými vzbouřenci a jejich tahitským doprovodem na palubě pod velením druhého kormidelníka Fletchera Christiana. Protože Fletcher Christian znal Carteretovy záznamy, Pitcairnův ostrov vybral záměrně. Britských vzbouřenců bylo celkem devět, kromě Fletchera Christiana to byli: Ned Young, John Adams, Matthew Quintal, William McCoy, William Brown, Isaac Martin, John Mills a John Williams. Na Bounty se dále nacházelo celkem 19 Polynésanů: šest námořníků (Titahiti, Oha, Manarii, Teimua, Niau a Tararo), dvanáct polynéských žen (Mauatua, Puarai, Teio, Teehuteatuaonoa, Vahineatua, Tevaura, Faahotu, Terarua, Teatuahitea, Tinafanaea, Mareva, Toofaiti) a jedno dítě, desetiměsíční holčička jménem Sally, která se později v komunitě vzešlé z posádky stala respektovanou osobností. Posádka vyložila z lodi všechno, co se dalo odnést, a 23. ledna ji v zátoce Bounty Bay Matthew Quintal zapálil ze strachu, aby loď nebyla z moře vidět a vzbouřenci tak nebyli odhaleni; vrak lodi je na dně zátoky dodnes viditelný a výročí jejího potopení (23. ledna) se na Pitcairnu slaví jako nejvýznamnější výročí (Bounty Day). Protože o malý odříznutý Pitcairn s nebezpečným přístupem nejevili Britové zájem, stal se ideálním útočištěm pro uprchlé vzbouřence.
Osadníci si na ostrově dokázali vybudovat soběstačnou, prosperující kolonii, dnešní hlavní město Pitcairnových ostrovů Adamstown. Živili se sběrem místních plodů, farmařením (zvláště pěstováním chlebovníků a sladkých brambor) i rybolovem. Původní stany byly nahrazeny stálými domy ze dřeva. Avšak nemoci a vzájemné konflikty mezi kolonisty způsobily mnoho problémů; vypukla nevraživost mezi Brity a polynéskými muži, kteří chtěli také ženy, kterých ale bylo o tři méně, než polynéských mužů, a tudíž ti své ženy museli navzájem sdílet. Během vzájemných potyček roku 1790 zemřely manželky Johna Adamse a Johna Williamse a ti si následně přivlastnili manželky tří Polynésanů Titahitiho, Tarara a Ohay, Toofaiti a Tinafanaeu, což problém ještě vyhrotilo. Další zostření vztahů přineslo dělení půdy. Ta byla rozdělena mezi rodiny bělochů a Polynésanům nebyla žádná půda přiznána a připadla jim role sluhů; mnozí Britové s Polynésany nakládali jako s otroky, zvláště McCoy, Martin, Mills a Quintal. Další dva Polynésané byli zabiti jiným Polynésanem, a to na rozkaz vzbouřenců. Počátkem roku 1793 se na ostrově narodilo několik dětí a nepřátelství mezi bělochy a Polynésany vyeskalovalo v otevřený konflikt v září nebo říjnu 1793, když se čtyři Polynésané pokusili povraždit všechny bílé osadníky; zabiti byli Martin, Christian, Mills, Brown a Williams, postřelen byl i John Adams, ten ale útok přežil. Nicméně Polynésané začali o ženy brzy bojovat mezi sebou: jeden z nich, Teimua, byl v bitce zabit dalším Polynésanem Manariim, kterého posléze zabili Quintal a McCoy, Titahiti byl zabit ženou Neda Younga Teraurou, a posledního Niau zabil Ned Young. Smrt téměř poloviny osadníků dramaticky změnila kolonii. Mnozí povstalci měli se svými ženami děti a ženy a děti svým počtem muže začaly převyšovat. Pět následujících let vládl v kolonii mír. Rostla však nespokojenost žen, což roku 1794 vyústilo v jejich pokus opustit ostrov; nicméně vztahy se nakonec podařilo urovnat.

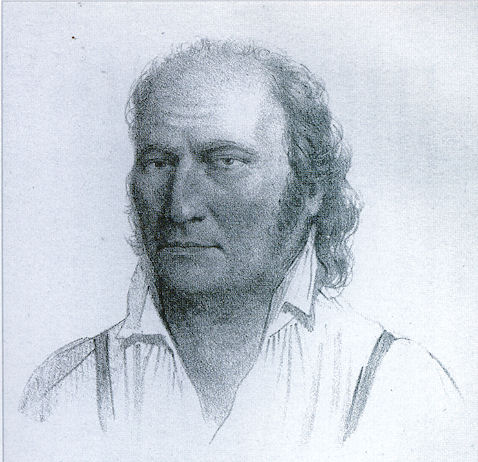
Podobizna Johna Adamse (1829)

Brzy na to Ned Young a John Adams převzali vedoucí úlohu v kolonii, čímž se odcizili dvěma zbývajícím bělochům, Matthewu Quintalovi a Williamu McCoyi, a to zvláště poté, kdy McCoy objevil způsob získávání alkoholu z místní rostliny Cordyline fruticosa. V roce 1798 spáchal opilý McCoy sebevraždu a následujícího roku byl opilý Quintal zabit Youngem a Adamsem poté, co hrozil povražděním všech osadníků. Krátce poté se Young a Adams začali zajímat o křesťanství. Young dokonce i učil Johna Adamse číst, k čemuž užíval Bibli zachráněnou z Bounty. Když roku 1800 Ned Young zemřel na astma, John Adams se stal posledním přeživším Evropanem na Pitcairnově ostrově, společně s devíti ženami a devatenácti dětmi.
Zpočátku žila komunita v naprosté izolaci. V 90. letech 18. století se k Pitcairnovým ostrovům zřejmě přiblížilo několik lodí a jedna dokonce u ostrova zakotvila, aby posádka nabrala čerstvé kokosové ořechy, ale námořníci osadníky neobjevili. První kontakt s vnějším světem pro osadníky představovala americká velrybářská loď Topaz pod velením Mayhewa Folgera, která u ostrova zakotvila 6. února 1808. Američané na ostrově objevili jednoho Angličana, který se jim představil jako Alexander Smith (ve skutečnosti to byl John Adams), poslední žijící vzbouřenec z Bounty. Tehdy na ostrově žilo asi 35 lidí. Kapitán Folger byl příběhem trosečníků ohromen a vypověděl jim, co se stalo ve světě za posledních dvacet let. Zároveň slíbil, že bude o jejich osudu informovat na pevnině; téhož roku svůj příběh vypověděl britské Admiralitě a poté ještě jednou o pět let později, nicméně Britové o Pitcairn nejevili zájem. V té době John Adams pro děti na ostrově postavil školu a děti narozené na ostrově vychovával v duchu britského puritánství. Sám John Adams byl komunitou nazýván „otec“.

### Obnovené kontakty s vnějším světem
Dne 17. září 1814 dvě fregaty britského královského námořnictva, Briton a Tagus, objevily existenci kolonie na Pitcairnově ostrově. Ačkoliv již britská Admiralita o existenci pitcairnské kolonie věděla – o kontaktu americké lodi s ostrovany se zmiňuje časopis britské Admirality Quarterly Review z roku 1810 –, oba britští kapitáni Thomas Staines a Philip Pipon ostrov považovali za neobydlený a přítomností obyvatel byli velmi překvapeni. Britové, stejně jako Američané, byli historií kolonie ohromeni a zvláště pak osobou Thursdaye Octobera Christiana, syna Fletchera Christiana.

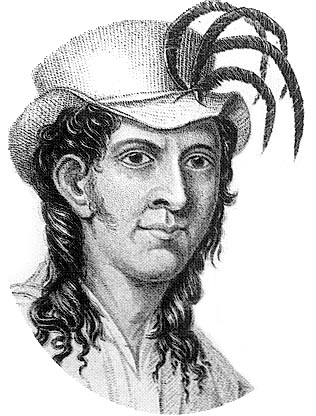
Thursday October Christian, syn vůdce vzpoury na Bounty Fletchera Christiana, kresba H. Adlarda

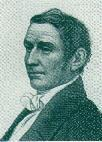
George Hunn Nobbs, kresba H. Adlarda

Na Pitcairnův ostrov připlouvalo stále více lodí, které osadníkům přivážely britské knihy a další zboží. V prosinci 1823 na ostrov přijeli na velrybářské lodi Cyrus dva britští dobrodruzi, John Buffett a John Evans, kteří se usadili na ostrově a oženili se s místními domorodkyněmi, potomky vzbouřenců z Bounty. O pět let později na ostrov přijel vzdělaný George Nobbs, který se na Pitcairnu stal pastorem a učitelem. Po smrti Johna Adamse v roce 1829 v kolonii vyvstalo mocenské vakuum. George Nobbs, veterán britského i chilského námořnictva, byl Johnem Adamsem zvolen za jeho nástupce v pozici vůdce osady, avšak John Buffett a Thursday October Christian, první osadník narozený na ostrově, měli za úkol vítat lodě, které připluly k ostrovu a během času se z nich stali taktéž vážení vůdci osadníků. Již v roce 1825 si John Adams uvědomoval nebezpečí přelidnění ostrova, proto se o čtyři roky později uskutečnily přípravy na přesun ostrovanů na Tahiti; v roce 1831 Britové převezli Pitcairňany, celkem 87 osadníků, na Tahiti. Ovšem Pitcairňané si na Tahiti nezvykli na uvolněné mravy místních domorodců, ani na místní prostředí, ve kterém šestnáct z celkem osmdesáti sedmi lidí, včetně Thursdaye Octobera Christiana či Edwarda Younga juniora, onemocnělo horečnatou nemocí a zemřelo. Již o šest měsíců později se tedy osadníci na Pitcairnovy ostrovy vrátili na palubě lodi amerického kapitána Williama Drivera. Komunita se tak ocitla bez vedení a mezi osadníky se rozmohlo opilství. Zatímco byl Pitcairn opuštěný, připluli naň domorodci z Bora-Bora na francouzské brize Courrier de Bordeaux a Adamstown poničili, takže osadníci museli své domy znovu postavit. George Nobbs si nedokázal mezi osadníky zajistit dostatečnou podporu.
V roce 1832 na ostrov dorazil dobrodruh Joshua Hill, který se prohlásil britským zmocněncem. Hill byl zvolen vůdcem kolonie a sám vystupoval jako prezident Pitcairnského svazu. Hill nařídil Buffettovi, Evansovi a Nobbsovi opustit ostrovy, zakázal požívání alkoholu a nařídil uvěznit každého za sebemenší přestupky. V roce 1837 se k Britům donesly zprávy o podivných událostech na Pitcairnu a lord Edward Russel na Pitcairn přijel podezření vyšetřit. Joshua Hill byl lordem Russelem prohlášen za šarlatána a bylo mu nařízeno opustit ostrov. O rok později britský námořní kapitán Russel Elliott ostrovanům pomohl sestavit vlastní zákoník. Podle tohoto zákoníku obyvatelé Pitcairnu každoročně volili svého starostu, který zastával funkci vůdce ostrovanů odpovědného britské vládě. 28. listopadu tak byl zvolen první starosta Edward Quintal. Dále byla zavedena povinná školní docházka. Dalšími důležitými osobnostmi na ostrově byl učitel, lékař a pastor.

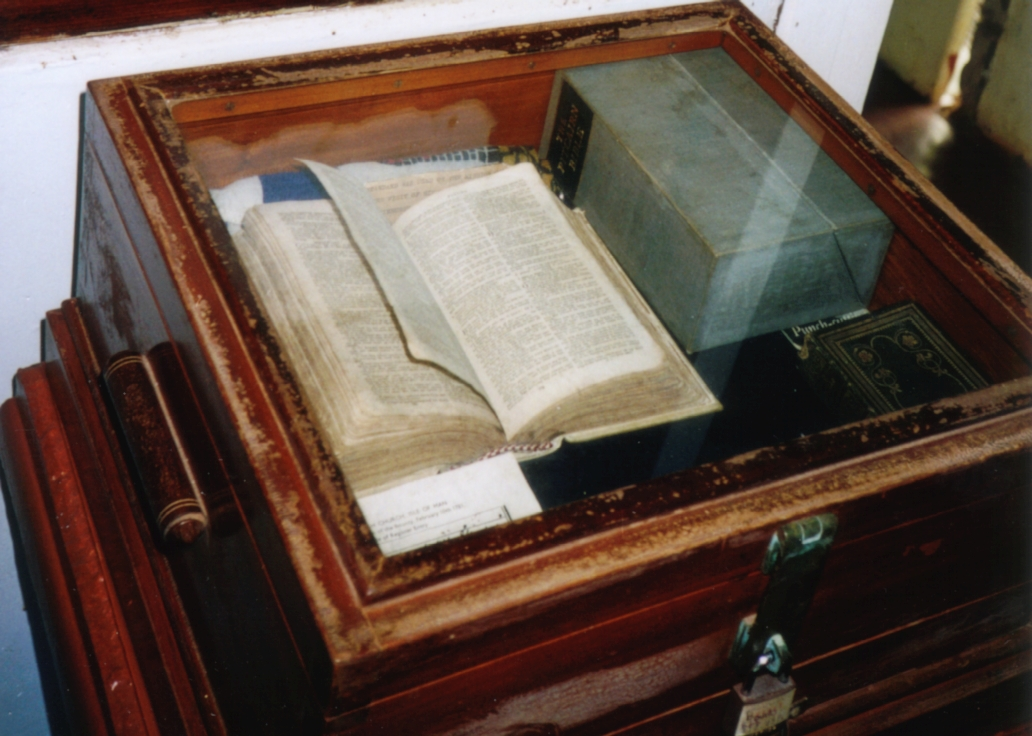
Bible z Bounty vystavená v kostele v Adamstownu (Pitcairnův ostrov)

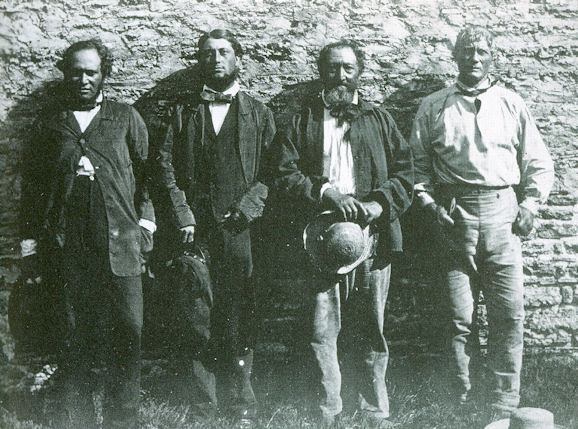
Potomci vzbouřenců Matthewa Quintala a Johna Adamse (fotografie z roku 1862)

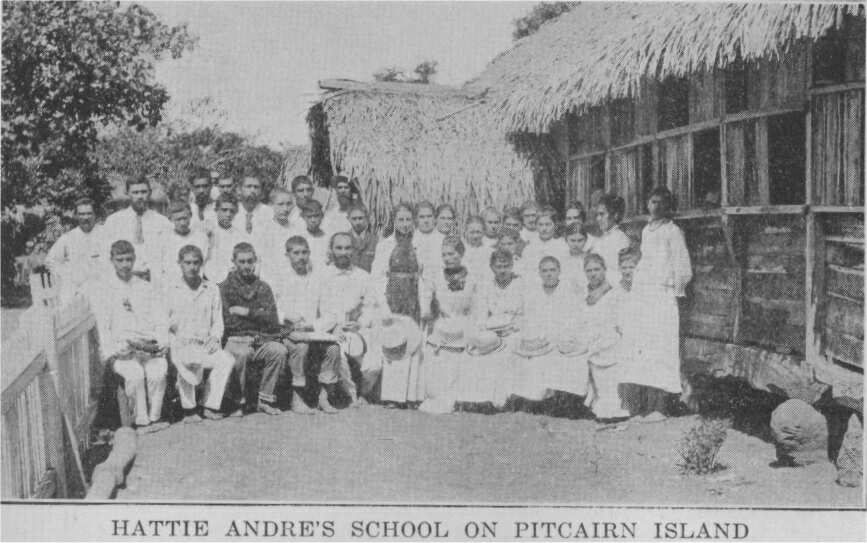
Pitcairnská škola (fotografie z doby po přestupu Pitcairňanů k adventistům sedmého dne)

Od roku 1838 se Pitcairnovy ostrovy staly britským teritoriem a zároveň druhou zemí na světě, která přiznala mužům i ženám nad 18 let volební právo (prvním státem s volebním právem žen byla Korsika roku 1755 za Pascala Paoliho). Ostrov se v následujících desetiletích stal zastávkou osobních i velrybářských lodí na cestě mezi Amerikou a Austrálií a vlivem obchodu s velrybáři začal prosperovat. V polovině 19. století měl Pitcairn již téměř 200 obyvatel a velikost kolonie začala přerůstat možnosti ostrova. Když se v roce 1853 na Pitcairn vrátil George Nobbs, našel osadníky v obtížné situaci; jejich úrodu postihlo dlouhé sucho a mezi obyvateli řádila nákaza chřipky a hlad. Nobbs, který předtím navštívil Londýn, již také věděl, že jeho příznivci již nemohou déle podporovat pitcairnskou komunitu. Osadníci si přáli zůstat pod britskou vládou a tak naléhali na královnu Viktorii, aby jim pomohla vyřešit jejich naléhavou situaci. Královna kolonistům nabídla ostrov Norfolk, ležící 6120 kilometrů na západ od Pitcairnu, 1400 kilometrů východně od Austrálie, 740 kilometrů severozápadně od Nového Zélandu a 750 kilometrů jižně od Nové Kaledonie. Osadníci nabídku královny přijali a 3. května 1856 opustilo všech 194 lidí Pitcairnův ostrov na palubě HMS Morayshire. Po nepříjemné pětitýdenní plavbě přistáli osadníci 8. června na Norfolku. Ostrov Norfolk byl před příjezdem Pitcairňanů trestaneckou kolonií, zrušenou jen rok předtím. Většina Norfolku tak byla zkultivována, na ostrově se nacházely cesty i obyvatelné budovy po trestancích. Administrativně Norfolk náležel k Novému Jižnímu Walesu. Bylo tedy jasné, že osadníci svůj způsob života na Norfolku již nepovedou tak izolovaně jako na Pitcairnu, což pro mnohé osadníky bylo zklamáním. Britové si oficiálně ostrov podrželi a Pitcairňané tak byli považováni pouze za nájemce. Po 18 měsících na Norfolku se prvních 16 osadníků vrátilo zpět na Pitcairnův ostrov a v roce 1864 je následovaly další čtyři rodiny, celkem 27 lidí.

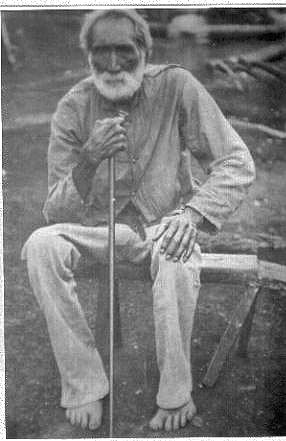
Thursday October Christian II. (fotografie z roku 1890)

Zatímco byl Pitcairnův ostrov neobydlen, několik lodí na něm přistálo a někdo poničil hrob Johna Adamse. Pitcairn byl navíc téměř připojen k Francii, neboť Francouzi si neuvědomili, že ostrov již byl v minulosti osídlen Evropany, čímž na něj neměli nárok. George Nobbs a John Buffett zůstali na Norfolku. V téže době se na ostrově usadila také rodina Warrenů z Ameriky. Během 60. let 19. století však další imigrace na ostrov byla zakázána. V roce 1884, poté, co ostrované získali od skupiny misionářů náboženskou literaturu, přestoupila většina Pitcairňanů od anglikánské církve k adventistům sedmého dne. Misionáři na ostrov přijeli později znovu a od roku 1887 se k adventistům hlásila většina Pitcairňanů. Konverze celé komunity byla propagandou adventistické církve využita. Významnými vůdci osadníků byli v té době Thursday October Christian II., Simon Young a James Russell McCoy. McCoy, který byl v dětství poslán na studia do Anglie, strávil značnou část svého dalšího života misijní činností. V roce 1887 se Pitcairnovy ostrovy na základě British Settlements Act oficiálně staly britskou kolonií, která v roce 1898 přešla pod jurisdikci vysokého komisaře pro západní Pacifik. Ostrované se však považovali za součást Britského impéria již od roku 1838, kdy vydali svůj první zákoník. Počátkem 90. let 19. století se Pitcairňané pokusili zreformovat svůj vládní systém na vládu sedmičlenného voleného shromáždění, avšak již v roce 1904 z popudu britského guvernéra na Tahiti R. T. Simonse se systém vrátil zpět na vládu voleného starosty.

### Moderní dějiny

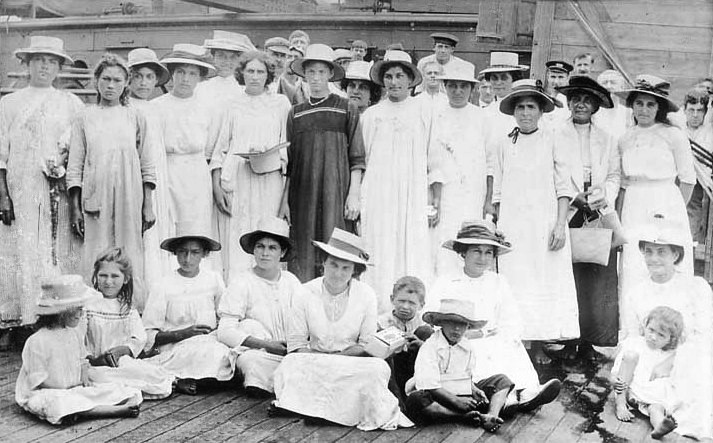
Skupinová fotografie Pitcairňanů, na snímku zachyceni příslušníci rodiny Christianů, Youngů, Warrenů a Coffinů (1916)

Většina pitcairnských starostů 20. století pocházela z rodů Fletchera Christiana a Neda Younga a kontakty s vnějším světem narůstaly. V roce 1938 byla na Pitcairnově ostrově postavena radiostanice a o deset let později nová škola. V roce 1952 přešly Pitcairnovy ostrovy pod jurisdikci guvernéra Fidži a v roce 1970, když Fidži získalo nezávislost na Velké Británii, spadly Pitcairnovy ostrovy pod vysokého komisaře Nového Zélandu; vysokým komisařem a pitcairnským guvernérem byl v roce 2015 Jonathan Sinclair. Novozélandský Auckland je také administrativním centrem Pitcairnových ostrovů. V roce 1989 se změnil oficiální titul vůdce kolonie z chief magistrate na mayor. Další změnou v komunitě byl úpadek adventistické víry, na ostrově zůstalo pouze 8 členů církve adventistů sedmého dne. V roce 1992 byla v zóně Pitcairnových ostrovů nalezena obrovská ložiska nerostů, které vznikly díky podmořským sopkám, jako zlato, stříbro, železo, nikl a další, což znamená značný ekonomický potenciál. O rok později Pitcairňané vznesli formální stížnost britskému guvernérovi na britskou politiku vůči ostrovům a nadnesli s tím i otázku větší míry nezávislosti na Velké Británii. V roce 1995 se z popudu Pitcairňanů a Greenpeace vyhrotil spor mezi Velkou Británií a Francií, která na polynéském atolu Mururoa prováděla testy nukleárních zbraní, velmi blízko obydleného Pitcairnu.

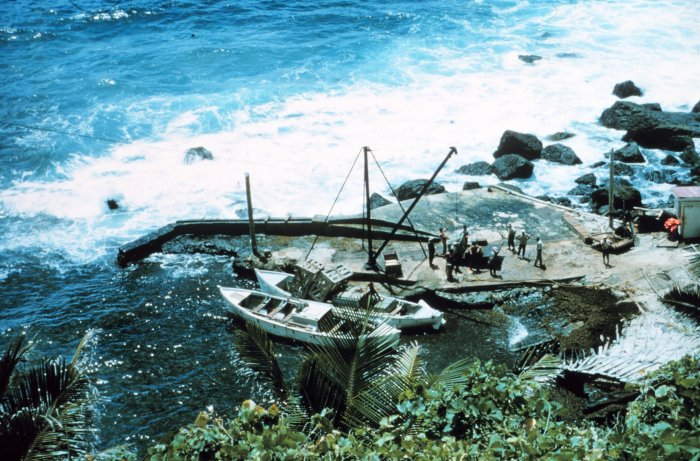
Kotviště v Bounty Bay (70. léta)

Populaci na ostrově značně poznamenala emigrace osadníků, kteří odcházeli zejména na Nový Zéland. V posledních desetiletích tento trend narůstá, protože mladí lidé z ostrova odcházejí za prací. V roce 1937 kolonie dosáhla svého populačního vrcholu – 233 obyvatel, v prosinci 2004 na Pitcairnu žilo již pouze 44 osob, navíc jedenáct lidí bylo starších 65 let. Někteří z Pitcairňanů proto začali uvažovat o přesídlení, avšak Velká Británie odmítla stěhování Pitcairňanů financovat.
Na počátku 21. století byla existence kolonie na Pitcairnu ohrožena skandály s pohlavním zneužíváním nezletilých dívek, které však mělo na ostrově dlouhou historii a tradici. V roce 2000 začali Britové případy vyšetřovat a o rok později se britští detektivové přímo připojili k novozélandské policii, když se případ ukázal jako rozsáhlý. 30. září 2004 bylo šest pitcairnských mužů a dalších sedm žijících v zahraničí souzeno za více než 50 obvinění ze sexuálních zločinů za posledních 40 let. Mezi obviněnými byl i Steve Christian, starosta Pitcairnova ostrova, který čelil obvinění ze sedmi znásilnění a pohlavního zneužívání. 25. října bylo šest obviněných Pitcairňanů, včetně Steva Christiana, uznáno vinnými a odsouzeno. Sedmý obviněný a taktéž bývalý starosta Jay Warren byl soudem osvobozen. Odsouzení šesti dospělých mužů znamenalo možné ohrožení kolonie na Pitcairnu, neboť odsouzení v té době představovali až polovinu dospělé mužské populace na ostrově.
V průběhu posledních let upadá také religiozita obyvatelstva; v roce 2005 se k adventistické církvi hlásilo méně než tucet lidí a řada dalších zůstává bez vyznání. V roce 2010 byla přijata nová ústava (Pitcairn Constitution Order 2010), která nahradila ústavu z roku 1970.

### Kultura a výzkum
Kultura osadníků na Pitcairnu vychází z pozdně polynéské kultury a mísí se s prvky křesťanství (resp. anglického puritánství). Když v roce 1814 Pitcairňany spatřili Britové, fascinovala je civilizovanost osadníků a jejich blízkost evropským mravům, zvláště pak „výborná angličtina“ (Excellent English), kterou Pitciarňané vládli. Anglicky mluvili mladí, již na ostrově narození Pitcairňané, zatímco starší ženy původem z Tahiti hovořily tahitsky a anglicky plynně nemluvily. Populace Pitcairňanů pochází čistě ze svazků Britů a Polynésanek; tahitští muži, kteří připluli se vzbouřenci, žádné potomky nezanechali. Populace na ostrově v roce 1814 byla typicky polynésky feminizovaná.
Zdejší kulturu v pozdější době také značně ovlivnily tradice a zvyky adventistické církve; Pitcairňané světí sobotu jako den odpočinku, nejí vepřové, nepijí alkohol, nekouří, či netančí. Dlouhé odloučení komunity od okolního světa se nakonec podepsalo také na jazyku používaném ostrovany. Jazykem ostrovanů je v současnosti pitcairnština, jazyk, jenž je směsí angličtiny 18. století a tahitštiny; s cizinci Pitcairňané mluví anglicky, i když v jejich jazyku jsou znát jednotlivá slova i fráze z angličtiny dvě stě let staré. Pitcairňané se hlásí britské národnosti, ačkoliv ostrované nejsou polynésovaní Britové, nýbrž poevropštění Polynésané; např. dodnes nosí anglická příjmení po vzbouřencích (Christian, Young, McCoy atd.).
Místní kulturou a historií Pitcairnových ostrovů se zabývaly mnohé vědecké expedice; prvním výzkumníkem, který Pitcairnovy ostrovy navštívil, byl Frederick William Beechey roku 1825, jehož záznamy vzbudily v Londýně velký ohlas. V roce 1923 navštívil ostrov Norfolk Henry Lionel Shapiro, aby studoval místní původem pitcairnské obyvatele; Shapiro posléze navštívil i samotný Pitcairn. Své výzkumy shrnul také do obecného díla o dějinách šesti generací pitcairných osadníků.

## Henderson

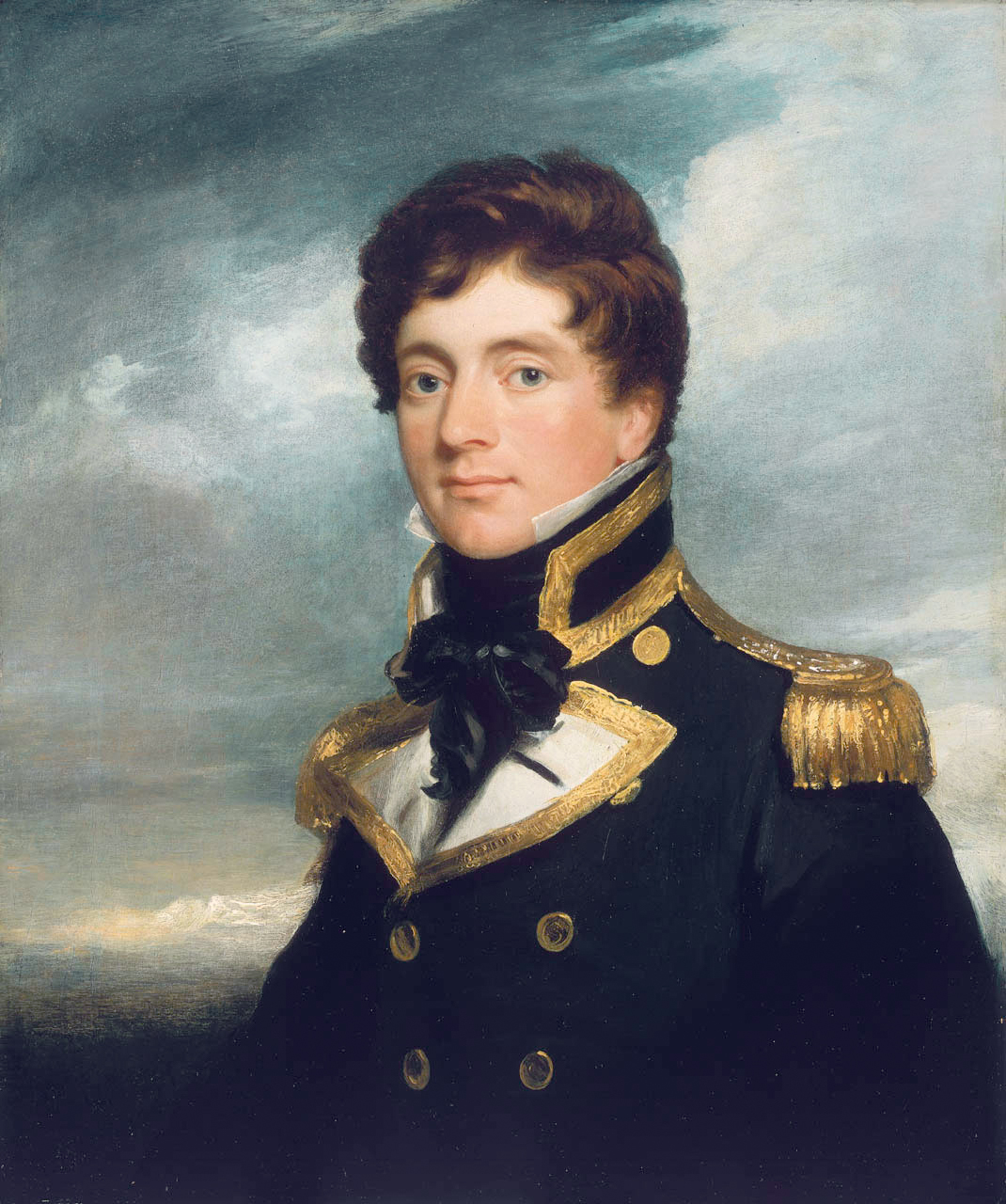
Britský výzkumník Frederick William Beechey

Ostrov Henderson je nejrozlehlejší z Pitcairnových ostrovů; je asi šestkrát větší, než Pitcairnův ostrov. Ačkoliv je kvůli své izolovanosti a nedostatku zdrojů pitné vody prakticky neobyvatelný, archeologické nálezy dokazují přítomnost malé stálé kolonie Polynésanů po dobu až 900 let, od 8. až do počátku 17. století, kdy obyvatelstvo z ostrova zmizelo. Polynésané Henderson kultivovali a vysadili na něm značné množství rostlin. Obyvatelé se soustředili především na severní straně ostrova, žili ve skalních rozsedlinách a jeskyních pobřežních útesů, což dokazují i nálezy profesora Yosihika Sinota z Bernice Pauahi Bishop Museum v Honolulu z roku 1971. Kolonie byla menší než na Pitcairnu, předpokládá se, že na Hendersonu mohla žít komunita až 100 lidí, kteří se živili rybolovem i lovem suchozemských zvířat žijících na ostrově. Zejména v raných dobách osídlení jsou prokázány intenzivní kontakty mezi Hendersonem a Pitcairnem, zejména v podobě archeologických nálezů předmětů z materiálů, které se na samotném Hendersonu nenacházely. Nicméně asi od roku 1450 začaly vztahy obou ostrovů upadat, a úpadek civilizace na Pitcairnově ostrově do značné míry ovlivnil i pád Hendersoňanů, kteří byli na Pitcairnu závislí, což nejspíše významným způsobem přispělo k úpadku hendersonovské civilizace. Všeobecně se má za to, že domorodci z ostrova zmizeli ještě před příchodem Evropanů.
29. ledna 1606 byl Henderson objeven portugalským mořeplavcem Pedrem Fernandesem de Queirós, který tři dny předtím objevil také ostrov Oeno. Pedro Fernandes de Queirós ostrov pojmenoval San João Baptista (španělsky San Juan Bautista, Svatý Jan Křtitel). Není však jasné, zda San João Baptista byl skutečně ostrov Henderson a ne Pitcairn. 17. ledna 1819 ostrov objevil kapitán James Henderson na palubě lodi britské Východoindické společnosti Hercules, který jej pojmenoval podle sebe – Henderson. Již o několik týdnů později, 2. března, se kapitán Henry King s lodí Elizabeth vylodil na ostrově a vztyčil zde britskou vlajku. Námořníci poté vyryli jméno lodi do jednoho ze stromů a v dalších letech ostrov nesl jméno jak Henderson, tak Elizabeth. Pod názvem Elizabeth ostrov znali i osadníci z Pitcairnu, když na ostrově přistáli.

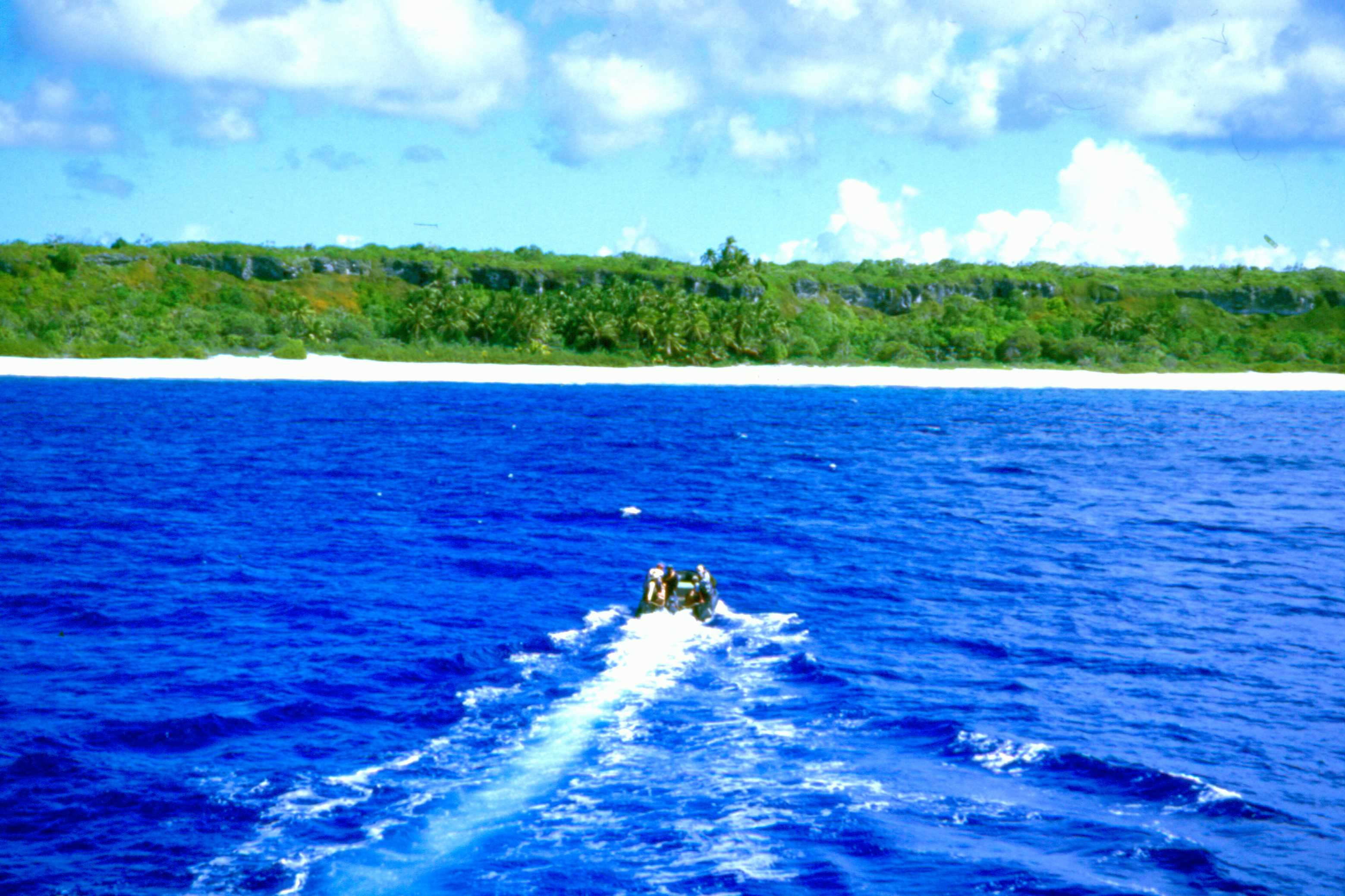
Západní pobřeží Hendersonu

Dne 20. prosince 1820 se na ostrově vylodilo 21 trosečníků z americké potopené velrybářské lodě Essex, kterou potopila velryba v jižním Pacifiku. Velrybáři však byli přesvědčeni, že přistáli na ostrově Ducie. Američané na ostrově zůstali týden, do 27. prosince. Tři z nich – Thomas Chappel, Seth Weeks a William Wright – na ostrově zůstali, zatímco jejich společníci se ve třech záchranných člunech vydali na další cestu do Jižní Ameriky. Trosečníci neměli žádné jídlo a od smrti žízní je zachránila pouze dešťová voda. Trosečníci z Essexu takto žili několik měsíců na přelomu let 1820–1821, než byli nalezeni lodí Surrey. Několik málo jejich společníků, kteří opustili ostrov, bylo zachráněno velrybářskou lodí Dauphin.
V roce 1838 byly Pitcairnovy ostrovy, včetně Hendersonu, formálně anektovány britskou korunou. Pitcairňané na ostrově poprvé přistáli roku 1843, avšak jiné zdroje uvádějí první přistání Pitcairňanů až roku 1851. Tehdy měli Pitcairňané na ostrově přistát za doprovodu lodí Sharon. Na přelomu 19. a 20. století se Henderson stal cílem mnohých expedic – 1881, 1900, 1907, 1908 a 1912 – neboť na Hendersonu byla nalezena ložiska fosfátů, nicméně žádné expedici se nepodařilo nalézt fosfáty v takovém množství, aby případná těžba byla výnosná. V roce 1902 na Hendersonu přistál kutr pod velením kapitána G. F. Jonese a na ostrově byla vztyčena britská vlajka a plaketa s nápisem: „Tento ostrov je pitcairnskou kolonií a majetkem britské vlády“. Během druhé světové války, v roce 1944, byla na ostrově vybudována přistávací plocha pro průzkumníky britského královského letectva.

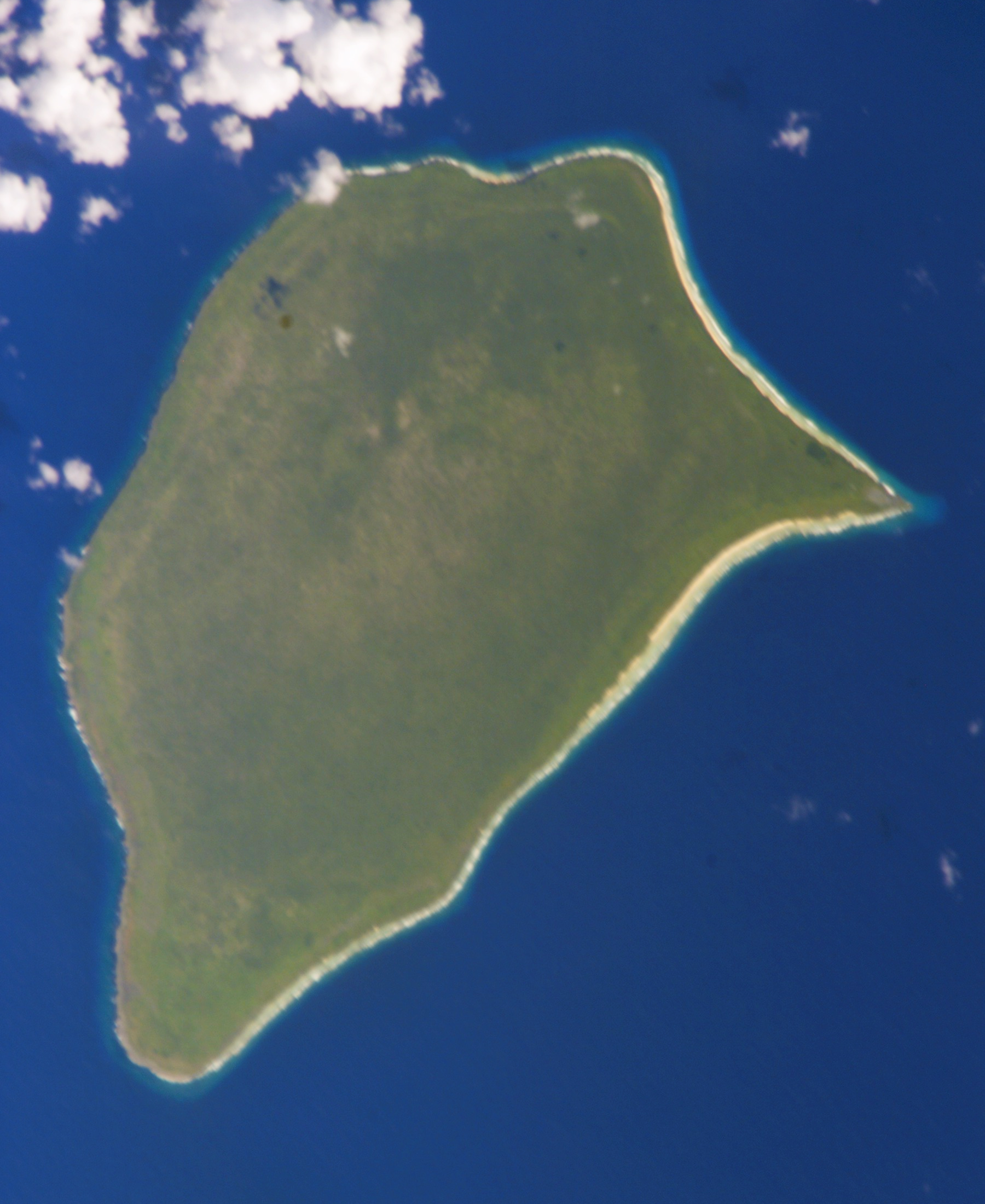
Ostrov Henderson, satelitní snímek

Posledním člověkem, který na ostrově žil, byl roce 1957 27letý Američan Robert Tomarchin, který nejspíše kvůli publicitě jako trosečník na ostrově strávil tři týdny společně se svým šimpanzem; nakonec byl muž zachráněn obyvateli z Pitcairnova ostrova. Počátkem 80. let 20. století americký byznysmen Arthur Ratliff projevil zájem o koupi ostrova Henderson, kde měl zájem vybudovat letiště, farmu a své sídlo, za což nabízel milion amerických dolarů. Pitcairnská ostrovní rada jeho záměry v dubnu 1981 schválila, ale britský Foreign and Commonwealth Office po nátlaku environmentalistických skupin, které požadovaly ochranu tamního životního prostředí, rozhodnutí rady v roce 1983 nepotvrdil; ostrov byl posléze roku 1988 jako přírodní památka zanesen, díky svým nedotčeným korálovým útesům, na seznam světového dědictví UNESCO.
Od 20. století osadníci na Pitcairnu disponují dlouhými veslovými čluny s hliníkovým dnem, díky nimž mohou pořádat pravidelné cesty na Henderson za těžbou dřeva ze stromů miro (Thespesia populnea) a tou (Cordia subcordata). Ačkoliv obvykle tuto cestu podnikají jednou ročně, mají povoleno podniknout až tři cesty, pokud jim to počasí dovolí. Z tohoto dřeva pak ostrované vyrábějí různé suvenýry pro turisty, ze kterých jim plyne většina jejich příjmů.

### Nálezy lidských pozůstatků

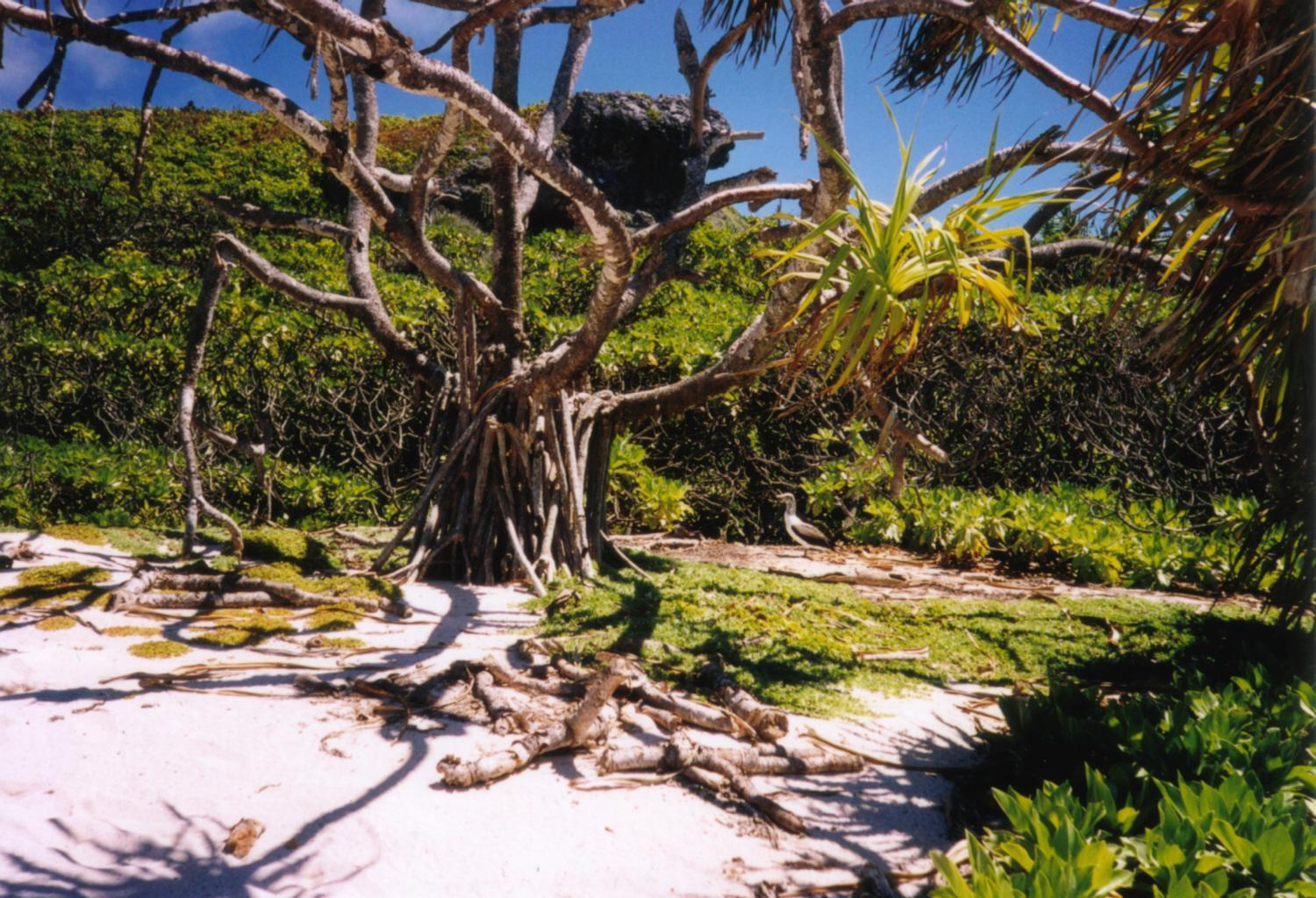
Pobřeží Hendersonu

Když Pitcairňané roku 1851 přistáli na Hendersonu, nalezli v jeskyních osm lidských koster a také zbytky lodních vraků. Kostry však v době svého pobytu na ostrově nacházeli i trosečníci z Essexu a dokonce existují zprávy, že kostry byly nacházeny ještě v době předtím.
Dne 29. března 1958 skupina z Pitcairnu objevila v jeskyni na severovýchodním pobřeží celkem šest zachovalých koster, z toho jednu dětskou. Rozběhlo se vyšetřování; analýzy nalezených vlasů potvrdily, že se jednalo o vlasy více osob s převažující barvou světle hnědou a měly jak evropské, tak polynéské prvky. Podiv vyvolával fakt, že kostry byly kompletní a nalezeny v úplně jiné části ostrova, než kde byly nacházeny lidské ostatky předtím; agentura Reuters otiskla zprávu, že by se mohlo jednat o posádku a cestující lodi Joyita, která se ztratila v roce 1956. Z ostrova byly odneseny jen vzorky vlasů, zatímco kostry byly na žádost guvernéra Fidži Pitcairňany pohřbeny. V roce 1991 na ostrov Henderson dorazil vědecký tým vedený Michaelem Brookem. Po osmnáctiměsíční práci tým Michaela Brooka potvrdil, že nalezené ostatky patří původním polynéským obyvatelům ostrova.
Nicméně nálezy zbytků vraků naznačují, že část kosterních pozůstatků nebude patřit jen domorodým Polynésanům, ale také i nešťastníkům, kteří na ostrově v pozdější době ztroskotali.

### Přírodovědný výzkum
Mnohé expedice, které zamířily na Pitcairnovy ostrovy, se zastavily také na Hendersonu. Prvním vědcem, který Henderson 3. prosince 1825, pět let po trosečnících z Essexu, prozkoumal, byl Frederick William Beechey na HMS Blossom. Další expedice následovaly roku 1912, 1922 (Whitney South Seas Expedition), 1934 (Mangarevan Expedition), 1986 (Operation Raleigh) a 1987 (Smithsonian Expeditions). Poslední expedicí na Hendersonu byla Sir Peter Scott Commemorative Expedition v letech 1991–1992.

## Ducie

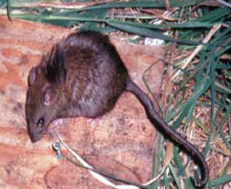
Ostrovní krysa, důkaz polynéské přítomnosti na ostrově Ducie

Na ostrově Ducie se zřejmě nikdy nenacházelo trvalé lidské osídlení, kvůli nepřítomnosti pitné vody je ostrov prakticky neobyvatelný. Nicméně přítomnost krysy ostrovní (Rattus exulans), kterou polynéští námořníci s sebou na lodích vozili jako potravu, dokazuje alespoň minimální přítomnost Polynésanů na ostrově.
Ostrov byl objeven 26. ledna 1606 portugalským mořeplavcem Pedrem Fernandesem de Quiros. Ducie byl první ostrov, na který de Quirosova výprava od svého odjezdu z Callaa 21. prosince 1605 narazila a kapitán ho pojmenoval Luna-Puesta. V de Quirosových pamětech z roku 1609 však byl ostrov přejmenován La Encarnación (Zmrtvýchvstání).
Své dnešní jméno ostrov získal od kapitána HMS Pandory Edwarda Edwardse z britského královského námořnictva, který měl za úkol pronásledovat vzbouřence z lodi Bounty. Edward k ostrovu připlul 16. března 1791, nicméně stejně jako de Quiros se na něm nevylodil. Kapitán nově objevený ostrov pojmenoval po svém kolegovi z královského námořnictva, baronu Francisu Duciem. Vzbouřenci tenkrát byli velmi blízko objevení a zatčení, avšak Edwards se stočil na sever a Pitcairnův ostrov minul.

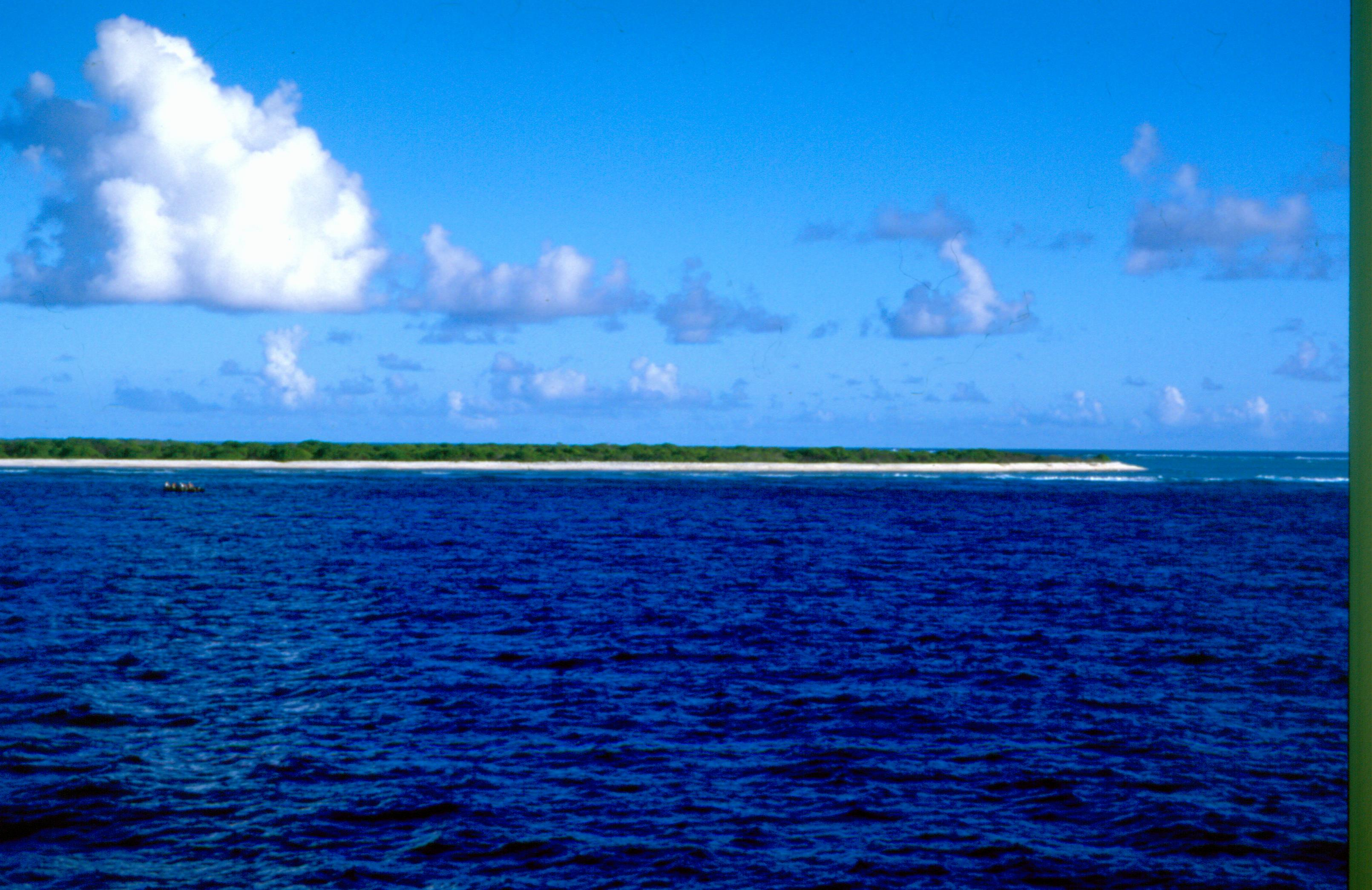
Ostrov Ducie

Během své expedice v Pacifiku a arktické oblasti Severní Ameriky navštívil britský výzkumník Frederick William Beechey také Pitcairnovy ostrovy, Henderson, Pitcairn a 28. listopadu 1825 také Ducie. Beechey se na ostrově přímo nevylodil, vyslal však člun ostrov prozkoumat; jeho měření se stalo základem pro mapu ostrova (British Admiralty Chart No. 1176). Prvním Evropanem, který skutečně stanul na Ducie, byl 7. prosince 1827 britský přírodovědec a malakolog Hugh Cuming, který na Ducie připlul na lodi Discoverer z Velikonočního ostrova. Na základě Guano Islands Act vynesené Kongresem Spojených států amerických 18. srpna 1856 se roku 1867 ostrov stal předmětem nároků Spojených států. Na pokyn britského konzula na Tahiti R. T. Simonse roku 1902 z Pitcairnova ostrova vyplul jeden kutr pod velením kapitána G. F. Jonese na Oeno, Henderson a Ducie; 19. prosince 1902 byla na Ducie umístěna plaketa s nápisem: „Tento ostrov je pitcairnskou kolonií a majetkem britské vlády“.
První pečlivě připravovanou vědeckou expedicí na ostrov Ducie byla Whitney South Seas Expedition z Amerického přírodovědného muzea, jejímž cílem bylo sesbírat exempláře tichomořských ptačích druhů. Američtí vědci na ostrov dorazili 19. března 1922 na škuneru France a na Ducie pobyli 12 dní, během nichž provedli rozsáhlé studie zdejších rostlin a živočichů.

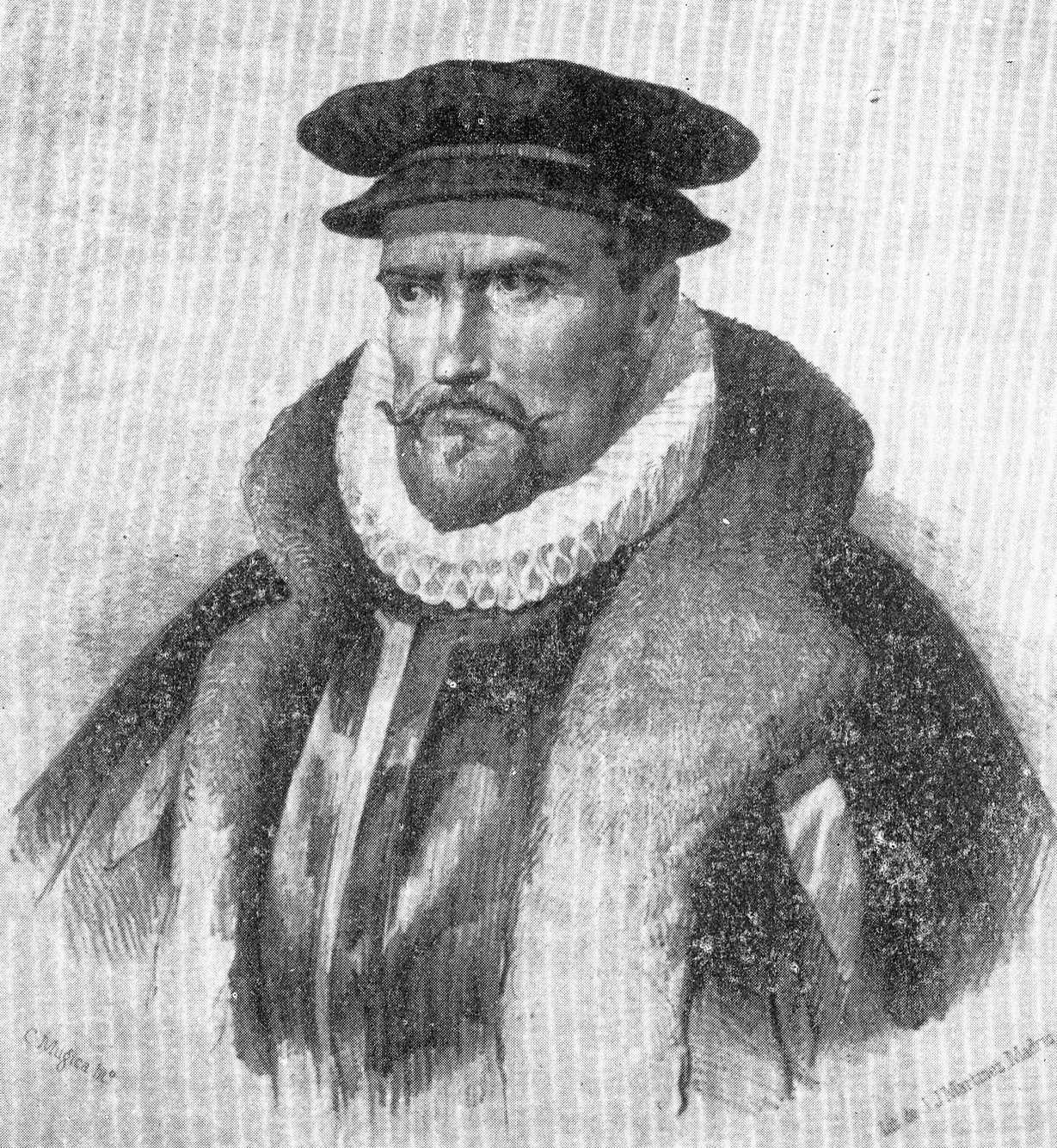
Pedro Fernández de Quirós, objevitel dvou ostrovů z Pitcairnových ostrovů

V srpnu 1937 se u ostrovů Oeno, Ducie a Henderson objevil britsko-novozélandský lehký křižník HMSNZS Leander, aby obnovil nároky britské koruny na tato území. Posádka na ostrově Ducie vztyčila Union Jack a zanechala zde další plaketu. Z paluby letadla byly pořízeny první letecké fotografie ostrova a na podkladech od U.S.-Navy Hydrographic Office byla vyhotovena nová mapa ostrova. V roce 1938 se ostrov stal administrativně součástí Pitcairnových ostrovů.
Během času se na Ducie uskutečnilo několik vědeckých expedic, například expedice z amerického Smithsonian Institution v roce 1971, či Sir Peter Scott Commemorative Expedition to the Pitcairn Islands, jež se odehrála od ledna 1991 do dubna 1992 a které se zúčastnilo 20 vědců z různých vědních oborů.
Vzhledem k tomu, že Ducie leží mimo dosah obvyklých námořních tras, bývá ostrov zřídkakdy navštěvován, nicméně pro turisty s vlastní jachtou je dostupný.

## Oeno
Důkazy o polynéském osídlení na ostrově Oeno dosud nebyly nalezeny, avšak i vzhledem k malé rozloze ostrova a jeho nehostinnosti se jeho dlouhodobé osídlení v minulosti zdá nepravděpodobné. Nicméně přítomnost Polynésanů na ostrově prokázána byla; roku 1858 nalezla loď Wild Wave čedičovou čepel z teslice, pocházející z ostrova Mangareva vzdáleného 500 kilometrů. Tento nález, dnes umístěný v Bernice P. Bishop Museum v Honolulu, dokazuje kontakty mezi obyvateli Pitcairnových a Gambierských ostrovů.
Jako první Evropan ostrov objevil roku 1819 kapitán James Henderson z britské Východoindické společnosti na obchodní lodi Hercules, která křižovala polynéský trojúhelník. Ostrov byl pojmenován Aaronem Mitchellem po americké velrybářské lodi Oeno, jež pod velením kapitána George B. Wortha k ostrovu připlula 26. ledna 1824.

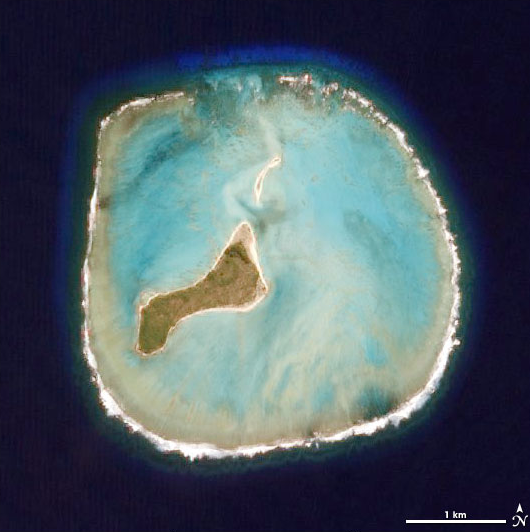
Satelitní snímek ostrova Oeno

Během času se mnoho lodí stalo obětí ostrých korálových útesů kolem Oeno, například Khandeish v roce 1875, Oregon o osm let později, či Bowdon v roce 1893. Dramatický je příběh americké lodi Wild Wave kapitána Josiaha Knowlese, která na útesech ztroskotala 15. března 1858. Wild Wave, mířící ze San Francisca do Valparaísa s drahým nákladem, včetně zlatých mincí v hodnotě 18 000 amerických dolarů, na útesy Oena narazila o půlnoci 5. března 1858 a během několika minut byla plná vody. Třicetičlenné posádce a deseti cestujícím se podařilo zachránit se na ostrově spolu s několika životně důležitými věcmi, ale rovněž i zlatem. Když trosečníci zjistili, že se nachází na neobydleném ostrově mimo jakékoliv námořní trasy, kapitán Knowles spolu s pěti dalšími námořníky v malém člunu podnikl cestu na Pitcairnův ostrov. Když kapitán Knowles s ostatními v člunu dorazil k Pitcairnovu ostrovu, zjistil, že obyvatelé ostrov opustili, protože se roku 1856 přestěhovali na ostrov Norfolk. Z materiálu z opuštěných obydlí námořníci postavili nové plavidlo. 23. července kapitán se dvěma námořníky a zlatým pokladem vyplul z Pitcairnu na člunu John Adams, zatímco zbylí muži zůstali na ostrově. Knowles podnikl 2000 kilometrů dlouhou plavbu až na ostrov Nuku Hiva, kam doplul 4. srpna. Nuku Hiva byl součástí Marqueských ostrovů, patřící Francouzům. Tam již trosečníkům pomohla americká válečná loď USS Vandalia, která vyzvedla námořníky z Pitcairnu i trosečníky na Oenu, kde mezitím jeden z nich zemřel, a převezla zachráněné na Tahiti.
Stejně, jako v případě Hendersonu a Ducie, z rozkazu britského konzula na Tahiti R. T. Simonse na Oenu 10. července 1902 přistál britský kutr pod velením kapitána G. F. Jonese, jehož posádka na ostrově vztyčila britskou vlajku a zanechala zde plaketu s nápisem: „Tento ostrov je pitcairnskou kolonií a majetkem britské vlády“. Administrativně byl k Pitcairnovým ostrovům připojen v roce 1938.
V současnosti na ostrov pravidelně jednou ročně přijedou ve svých otevřených člunech s hliníkovým dnem Pitcairňané, aby jej zkontrolovali a strávili tam pár dní rybařením a relaxačním koupáním, neboť na Pitcairnově ostrově žádné písčité pláže nejsou (proto se ostrovu Oeno také někdy říká Holiday Island či Sandy Island). Ostrov Oeno není trvale obydlený, avšak Pitcairňané si na hlavním atolu postavili chýše z palem, ve kterých se během svých pobytů zdržují. Pitcairňané také na ostrově vykopali zdroje pitné vody, kterou poté čerpají do nádrží.